# Eubazus rugosus
Eubazus rugosus är en stekelart som först beskrevs av Julius Theodor Christian Ratzeburg 1848.  Eubazus rugosus ingår i släktet Eubazus och familjen bracksteklar. Arten är reproducerande i Sverige. Inga underarter finns listade i Catalogue of Life.